# Utricularia arenaria
Utricularia arenaria är en tätörtsväxtart som beskrevs av A. Dc.. Utricularia arenaria ingår i släktet bläddror, och familjen tätörtsväxter. Inga underarter finns listade i Catalogue of Life.